# Carl Brashear
Carl Brashear (19. januar 1931 – 25. juli 2006), var den første  afroamerikaner, som tjenstgjorde som dykker i den amerikanske flåde, og i 1970 opnåede at blive udnævnt til Navy Master Diver, den højeste underofficerstitel i den amerikanske flåde.

## Tjenesteperiode
Brashear påbegyndte sin tjeneste i den amerikanske flåde den 25. februar 1948 og sluttede sin karriere den 1. april 1979, efter 31 års tjeneste. I starten af sin  tjenesteperiode var Brashear udsat for grov racisme.
Brashear fortsatte som civilt ansat på flådestationen Naval Station Norfolk,  Norfolk (Virginia), hvor han var ansat til 1993.

## Væsentlige opgaver i tjenesteperioden
Brashears hovedopgaver var bjergning af ammunition og omkomne fra forliste krigsskibe, fragtskibe, pramme, fly etc.
En af Brashears største bjergningsopgaver var havariet, kendt som Palomares-ulykken i 1966, hvor et amerikansk B-52G Stratofortress-bombefly under tankning i luften kolliderede med et tankfly af typen KC-135A Stratotanker, og ud for den spanske kyststrækning Palomares mistede en B28 atombombe.
Under eftersøgningen og bjergningen af bomben, som tog ca. 90 dage, var Brashear så uheldig at komme til skade, med den konsekvens at det var nødvendigt at amputere hans venstre underben.

## Dekorationer og udmærkelser
- Navy and Marine Corps Medal
- Navy and Marine Corps Commendation Medal
- Navy and Marine Corps Achievement Medal
- Navy and Marine Corps Presidential Unit Citation
- Navy Unit Commendation
- Navy Good Conduct Medal (otte tildelinger)
- China Service Medal
- Navy Occupation Service Medal
- National Defense Service Medal med en stjerne
- Korean Service Medal
- Armed Forces Expeditionary Medal
- Secretary of Defense Medal for Outstanding Public Service
- United Nations Service Medal
- Korean War Service Medal